# Grupo MásMóvil
A Grupo MásMóvil egy spanyol távközlési társaság, amely jelenleg a MásOrange közös vállalat részeként működik. A társaság az elmúlt években jelentős bővülésen ment keresztül: több kisebb és közepes méretű szolgáltató felvásárlásával egyike lett Spanyolország legnagyobb piaci szereplőinek. 
2022-ben a MásMóvil több mint 1,1 milliárd eurós működési nyereséget és több mint 2,6 milliárd eurós szolgáltatási bevételt ért el, amivel Spanyolország egyik vezető távközlési szolgáltatójává vált.